# Gateway设计自动化
Gateway设计自动化（英語：Gateway  Design Automation）公司，最初名为自动化集成设计系统（Automated Integrated Design Systems）公司，是一个致力于电子设计自动化的企业，该公司于1985年改为现名。最初，公司由Prabhu  Goel博士持有，他是PODEM测试生成算法的发明者。Verilog硬件描述语言则由菲尔·莫比（Phil Moorby）设计，他后来成为了Verilog-XL的首席设计师，并成为了Cadence Design Systems的首批合伙人。凭借着Verilog-XL的成功，Gateway设计自动化迅猛发展，后来它于1989年被位于加利福尼亚州圣迭戈的Cadence公司收购。